# Hendra Purnama
Hendra Purnama, född 12 januari 1997, är en indonesisk bågskytt. Han deltog vid olympiska sommarspelen 2016.